# Jordan Ward
Jordan Alexander Ward (San Luis, Misuri, Estados Unidos; 25 de marzo de 1995), conocido profesionalmente como Jordan Ward, es un cantante, compositor y bailarín estadounidense. Comenzó su carrera como bailarín antes de hacer la transición a la música. Ward lanzó su carrera musical profesional en 2017 con el lanzamiento de su sencillo debut, "Tapas". Obtuvo reconocimiento en 2022 con su sencillo "Lil Baby Crush", Ward obtuvo una nominación en 2024 al premio NAACP Image Award como artista nuevo destacado en la 55ª edición de los NAACP Image Awards.
En 2023, Ward lanzó su segundo álbum de estudio, FORWARD, que logró un éxito comercial.

## Primeros años de vida
Jordan Ward nació el 25 de marzo de 1995 y creció en St. Louis, Missouri. Desde muy joven mostró una fuerte pasión por las artes, particularmente la danza y la música.

## Carrera

### Carrera de baile
Jordan estudió danza, incluidos ballet, jazz y hip-hop, durante su adolescencia. Antes de incursionar en la música, Jordan Ward se estableció como un bailarín talentoso. Se formó y actuó con varias compañías de danza y en numerosas producciones teatrales. Con el tiempo trabajó como bailarín profesional, actuando con artistas populares y en plataformas importantes. Nada más terminar la escuela secundaria, se mudó a Los Ángeles, donde encontró trabajo como bailarín de respaldo y realizó giras con Justin Bieber, Becky G y otros.

### Carrera musical
La transición de Ward de la danza a la música estuvo marcada por su deseo de explorar nuevas salidas creativas. Comenzó a escribir y grabar sus canciones en el 2017. Su experiencia en danza influyó significativamente en su estilo musical, permitiéndole incorporarlo a sus actuaciones. En 2017, Jordan Ward lanzó su proyecto debut, A Peak at the Summit. El proyecto llamó la atención. Después de esto, lanzó varios sencillos y EP, incluido MUSTARD con 6LACK, estableciendo su presencia en la industria de la música. lanzó FORWARD, un álbum de RnB, y actuó en la 55ª edición de los NAACP Image Awards, donde también fue nominado al premio NAACP Image Award como Mejor Artista Nuevo.

### ADELANTE Álbum: 2022 – 23
Después de lanzar su EP Remain Calm, Ward lanzó su segundo álbum, FORWARD, en 2023 bajo Interscope Records. El álbum incluye 14 pistas, incluidas colaboraciones con Joyce Wrice, Lido, Ryan Trey, Gwen Bunn y Joony. Tras su lanzamiento, FORWARD se ubicó en la lista Billboard R&B de EE. UU. en su semana de debut. La revista Rolling Stone incluyó a FORWARD en su lista de Los 100 mejores álbumes de 2023. 

## Estilo musical e influencias
La música de Jordan Ward combina elementos de R&B, hip-hop y pop, caracterizándose por voces suaves y letras introspectivas.

## Discografía

### EPs y Álbumes
- Una mirada a la cumbre (2017)
- Aspirantes al Valle (2019)
- Mantén la calma (2021)[18]
- ADELANTE (2023)
- JRNY (2024)[19]

### Individual
- Lala Land
- Pequeño bebé enamorado
- Okok (cocina tradicional japonesa)
- MOSTAZA con 6LACK
- Crocs blancos con la imagen de Ryan Trey
- Esperando en vano[20]

## Excursiones
Encabezado
- GIRA POR EL BARRIO 23 (2023)[22]
- Festival de la Intersección (2024)[23]
- Gira Luv is 4ever (2023)[24]

Secundario
- Festival de salpicaduras (2024)
- Fin de semana de primavera (2024)[25]
- Frauenfeld al aire libre (2024)
- Festival de la ciudad del brócoli (2024)[26]
- Experiencia BET (2024)[27]

## Premios y nominaciones
| Año  | Evento                        | Categoría                                     | Resultado | Árbitro |
| ---- | ----------------------------- | --------------------------------------------- | --------- | ------- |
| 2023 | Premios de imagen de la NAACP | Premio NAACP Image al Artista Nuevo Destacado | Nom       | [ 28 ]  |